# Equisetum montanum
Equisetum montanum là một loài dương xỉ trong họ Equisetaceae. Loài này được Raf. mô tả khoa học đầu tiên năm 1818.
Danh pháp khoa học của loài này chưa được làm sáng tỏ. 